# Heilig Geist (Pivitsheide)

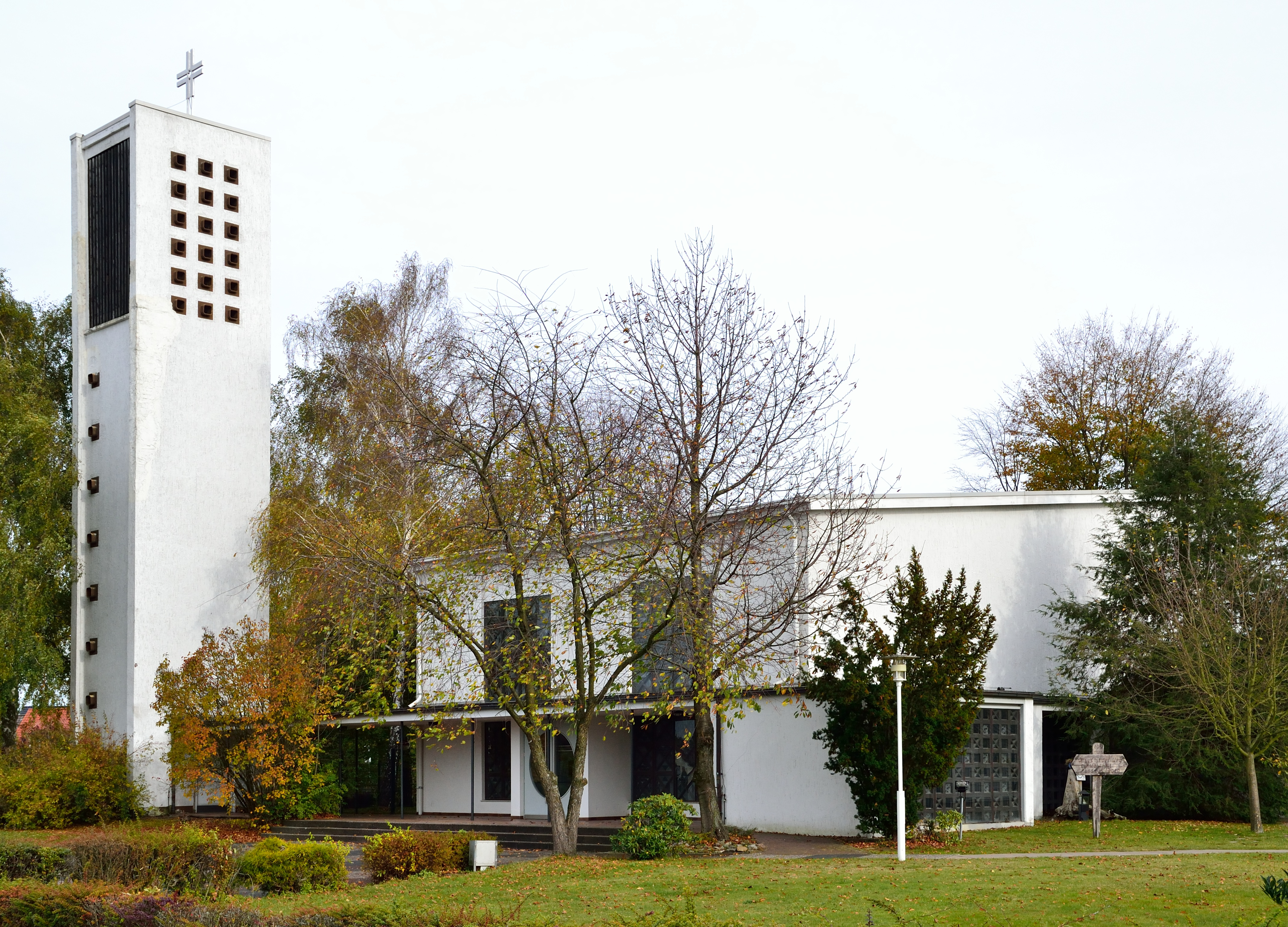
Kirche Heilig Geist (2012)

Die Kirche Heilig Geist war eine römisch-katholische Kirche im Detmolder Ortsteil Pivitsheide V. L. am Winkelweg.

## Geschichte
Die Kirche Heilig Geist entstand in den Jahren 1963 und 1964 nach Plänen von Aloys Sonntag. Nachdem ihr das Erzbistum Paderborn den Status einer Pfarrkirche entzogen hatte, war sie eine Filialkirche von Heilig Kreuz und gehörte damit strukturell zum Pastoralverbund Detmold des Dekanats Bielefeld-Lippe.
2017 wurde die Kirche Heilig Geist profaniert und 2019 abgebrochen.

## Architektur
Die Kirche hatte einen kompakten, rechteckigen Grundriss. Sie wurde von einem zum Altarraum ansteigenden Pultdach gedeckt. Auf einer Seite war eine niedrigere Kapelle angebaut. Der solitäre Kirchturm erhob sich auf rechteckigem Grundriss und war mit einem Vordach mit der Kirche verbunden. Der Turm war von einem flachen Dach gedeckt und hatte im oberen Bereich kleinere Schallöffnungen.
Im Inneren der Kirche stieg die Holzdecke zum Altarraum an. Die Rückwand des Altarraumes war dreigeteilt, wobei der mittlere Teil nach hinten versetzt und weiß verputzt war, während die äußeren Teile mit gelblichen Ziegeln verblendet waren.

## Ausstattung
Zur Ausstattung gehörten ein Tabernakel auf der linken und einer Marienfigur von Heinz Bergkemper auf der rechten Seite des Altarraumes. An der Altarrückwand befand sich im oberen Bereich ein Gemälde der Geistentsendung von Josef Jost. Von ihm stammten auch die Glasfenster neben dem Portal und die übrigen Glasfenster.